# LCD Soundsystem (альбом)
| Совокупная оценка | Совокупная оценка |
| Источник          | Оценка            |
| ----------------- | ----------------- |
| Metacritic        | (86/100)          |
| Оценки критиков   |                   |
| Источник          | Оценка            |
| Allmusic          | [ 5 ]             |
| Alternative Press | (5/5)             |
| Mojo              | [ 7 ] [ 8 ]       |
| Pitchfork Media   | (8.2/10)          |
| PopMatters        | [ 10 ]            |
| Q                 | [ 8 ]             |
| Rolling Stone     | [ 11 ]            |
| Stylus Magazine   | (A-)              |
| The Observer      | [ 13 ]            |
| FUZZ              | [ 14 ]            |

LCD Soundsystem — дебютный студийный альбом американской группы LCD Soundsystem, выпущен 24 января 2005 года на лейбле DFA Records. Состоит из двух дисков: на первом записан сам альбом, на втором — все синглы, выпущенные с 2002 года, которые предваряли успех группы. В 2006 номинировался на «Грэмми» в номинации «Лучший электронный/танцевальный альбом». Сайт Pitchfork Media поставил пластинку на 113-е место в списке «200 лучших альбомов 2000-х», а Resident Advisor назвал его пятым лучшим альбомом десятилетия.

## Список композиций

### Диск 1
1. «Daft Punk Is Playing at My House» — 5:16
2. «Too Much Love» — 5:42
3. «Tribulations» — 4:59
4. «Movement» — 3:04
5. «Never as Tired as When I’m Waking Up» — 4:49
6. «On Repeat» — 8:01
7. «Thrills» — 3:42
8. «Disco Infiltrator» — 4:56
9. «Great Release» — 6:35

### Диск 2
1. «Losing My Edge» — 7:51
2. «Beat Connection» (Murphy, Tim Goldsworthy) — 8:08
3. «Give It Up» — 3:55
4. «Tired» (Murphy, Pat Mahoney) — 3:34
5. «Yeah» (Crass Version) (Murphy, Goldsworthy) — 9:21
6. «Yeah» (Pretentious Version) (Murphy, Goldsworthy) — 11:06
7. «Yr City’s a Sucker» (Full Version) — 9:22

## Состав
- Джеймс Мёрфи — вокал, гитара, бас-гитара, перскуссия, синтезатор, программирование, клавишные
- Пэт Махони — ударные, перскуссия, синтезатор
- Нэнси Вонг — вокал
- Гэвин Рассом — синтезатор
- Тайлер Поум — бас-гитара

### Сессия
- Тим Голдсуорти — бас-гитара, программирование, синтезатор
- Мэнди Кун — вокал
- Эрик Брусек — вокал, программирование, гитара, перскуссия